# Грађански рат у Лаосу
Грађански рат у Лаосу био је сукоб између комунистичке герилске организације Патет Лао и краљевске владе Лаоса, који је трајао од 1959. до 1975. године. Рат је био само део хладноратовских надметања у региону Индокине, те су паралелно с њим трајали и Вијетнамски рат, те грађански рат у Камбоџи.

## Рат
Након повлачења Француза из своје бивше колоније и потписивања Женевске конвенције 1954, Лаос је био проглашен неутралном земљом. Међутим, северновијетнамски борци су преко Лаоса успоставили тзв. Хо Ши Минов пут преко којег су помагали своје симпатизере и борце против Јужног Вијетнама. Притом су помагали и домаће комунистичке борце, покрет Патет Лао, у борби за долазак на власт у Лаосу.
Најистакнутије личности на страни Краљевине били су принц Сувана Фума и принц Бун Ум, док су се на страни Патет Лаоа истицали принц Суфанувонг и Кејсон Фомвихан.
Краљевску владу помагале су САД, чији су оперативци ЦИА-е, опскрбљивали краљевску војску оружјем, увежбавали њихове војнике, као и око 30.000 припадника герилске војске народа Хмонг.
Ратне операције увелико су зависиле од годишњег доба: када би на пример почела сушна сезона у новембру или децембру, северновијетнамске јединице би покренуле војне операције.
Постојање сукоба у Лаосу углавном је било непознато члановима владе САД, јер је ЦИА крила већину докумената. Због тога се тај рат често називао Тајни рат у Лаосу. Овај рат је био највећа тајна операција САД до почетка ангажовања у Авганистанском рату. Лаос је годинама био подвргнут америчком ваздушном бомбардовању, што је пример најразорнијег бомбардовања неког подручја у историји.
Након што су се САД повукле из Јужног Вијетнама 1973. године, у региону је узнапредовала општа офанзива комуниста у Вијетнаму, Камбоџи и Лаосу. Крајем априла 1975, Сајгон је пао у руке северновијетнамске војске, пар дана касније су Црвени Кмери ушли у Пном Пен. Након ових догађаја, краљевска влада мирно је препустила власт Патет Лаоу, који је до новембра успоставио контролу над целом земљом.
Процењује се да је укупан број погинулих на свим странама био између 20.000 — 65.000 људи.